# Abdullah Durak
Abdullah Durak (Niğde, 1º aprile 1987) è un calciatore turco, centrocampista svincolato.

## Carriera

### Club
Ha giocato nella prima divisione turca.

### Nazionale
Ha giocato nella nazionale turca Under-21.

## Palmarès

### Club

#### Competizioni nazionali
- TFF 1. Lig: 1

Ankaragücü: 2021-2022